# Bramhall
Bramhall is een plaats in het bestuurlijke gebied Stockport, in het Engelse graafschap Greater Manchester. De plaats telt 42.000 inwoners.

## Geboren
- Wendy Hiller (1912-2003), toneel- en filmactrice
- Peter Butterworth (1919-1979), acteur